# 危険因子 (犯罪学)
危険因子の研究は、近年、犯罪学の分野で米国のシェルドンとエレノア・グリュック、英国のデイビット・ファーリントンの初期の研究を中心にして急増している。そして犯罪と再犯(特に若者が)を予測するとされる危険因子の特定は、英国、米国、オーストラリアをはじめとする多くの先進国の刑事司法政策とその実践に大きな影響を与えている。しかし、多くの「人工的な」危険因子研究(Kemshall2003参照)の頑健性と妥当性は、昨今では、以下のような批判にさらされている。
- 還元主義 - 例えば、複雑な経験や状況を単純な量に変換し、危険因子の調査を心理的・直接的な社会的領域に限定する一方で、社会構造的な影響を無視することで、複雑な経験や状況を単純化しすぎている。
- 決定論 - 例えば、若者をリスク経験の受動的被害者として特徴づけ、リスクを構築したり、交渉したり、抵抗したりする能力を持たないものとする。
- 推論 - 例えば、危険因子と違反の定義が国や文化を越えて均質であると仮定し、危険因子と違反の間の統計的相関が実際に因果関係を表していると仮定し、危険因子が集計データに基づいて個人に適用されると仮定する。
英国の2人の学者、ステファン・ケースとケビン・ハイネスは、多くの学術論文や 「若者の犯罪を理解する:危険因子の研究、政策、実践」 と題された包括的な論文の中で、危険因子の研究を特に強く批判している。